# Karl Petersilka
Karl Petersilka (18. prosince 1877 České Budějovice – 20. září 1942 České Budějovice) byl český římskokatolický kněz německé národnosti, profesor církevních dějin, meziválečný poslanec Národního shromáždění republiky a dramatik.

## Biografie
Pocházel z rodiny předčasně zesnulého malíře pokojů. Po maturitě na budějovickém gymnáziu v roce 1897 odešel na bohoslovecká studia do Říma, kde roku 1902 získal doktorát teologie. Po návratu do vlasti byl nejprve katechetou na jedné z německých škol v Českých Budějovicích, později se stal vicerektorem tamějšího kněžského semináře, kde rovněž vyučoval církevní dějiny. Napsal několik divadelních her s historickými náměty a nevydaný rukopis knihy o dějinách církve. Politicky se začal angažovat po vzniku Československa.
V parlamentních volbách v roce 1920 získal za Německou křesťansko sociální stranou lidovou poslanecké křeslo v Národním shromáždění. Mandát obhájil v parlamentních volbách v roce 1925 i parlamentních volbách v roce 1929. Podle údajů k roku 1929 byl povoláním profesorem teologie z Českých Budějovic.
V rámci strany patřil k aktivistickému křídlu, nakloněnému spolupráci s československým státem. V roce 1933 se vyslovil proti nacionálnímu socialismu.
V roce 1942 byl penzionován a krátce nato zemřel. Byl pohřben na českobudějovickém hřbitově u sv. Otýlie.